# Marc Allégret
Marc Allégret (Basel, 22 de dezembro de 1900 — Paris, 3 de novembro de 1973) foi um cineasta e roteirista francês.

## Biografia
Nascido na Suíça, filho de um pastor protestante missionário, Marc recebeu educação em Direito. Foi amante do escritor André Gide a partir dos quinze anos, quando este já tinha 47. A relação durou mais de dez anos.
Em 1927, após filmar uma viagem ao Congo com Gide, ele decidiu tentar uma carreira na indústria do cinema. Suas relações com Gide terminaram após essa viagem, quando, após ter relações com nativas africanas, ele descobriu que preferia se relacionar com mulheres. Os dois continuaram amigos pelo resto de suas vidas.
Após aprender o ofício como assistente de direção, em 1931, ele dirigiu seu primeiro filme e, no ano seguinte, foi aclamado por seu segundo filme, Fanny. A partir daí, teve uma longa carreira na cinematografia francesa. Escreveu roteiros e dirigiu mais de cinquenta filmes.
Allégret é reconhecido por ter descoberto ou desenvolvido novos talentos, como Michèle Morgan, Jean-Paul Belmondo, Gérard Phillipe, Louis Jordan e Roger Vadim, que foi seu assistente de direção nos anos 1950, antes de fazer carreira própria.
Marc Allégret morreu em 1973 e seu corpo foi sepultado no Cimetière des Gonards, em Versailles, França.

## Filmografia
- 1927 : Travels in the Congo
- 1930 : La Meilleure Bobonne [fr]
- 1931 : Mam'zelle Nitouche [fr]
- 1931 : J'ai quelque chose à vous dire
- 1931 : Attaque nocturne [fr] (short)
- 1931 : Les Amours de minuit [fr]
- 1931 : Black and White
- 1932 : La Petite Chocolatière
- 1932 : Fanny
- 1934 : Zouzou
- 1934 : L'Hôtel du libre échange [fr]
- 1934 : Lac aux dames [fr]
- 1934 : Sans famille
- 1935 : Les Beaux jours
- 1936 : Under Western Eyes
- 1936 : Adventure in Paris
- 1936 : The Terrible Lovers
- 1937 : Gribouille
- 1937 : Woman of Malacca
- 1937 : Another World
- 1938 : Orage
- 1938 : Entrée des artistes
- 1939 : Le Corsaire
- 1941 : Parade en sept nuits
- 1942 : L'Arlésienne
- 1942 : The Beautiful Adventure
- 1943 : Les Deux timides
- 1944 : Les Petites du quai aux fleurs
- 1945 : Félicie Nanteuil
- 1946 : Lunegarde
- 1946 : Pétrus
- 1947 : Blanche Fury
- 1950 : Blackmailed
- 1950 : Maria Chapdelaine
- 1951 : Avec André Gide [fr]
- 1952 : La Demoiselle et son revenant [fr]
- 1953 : Julietta
- 1954 : Loves of Three Queens
- 1955 : School for Love
- 1955 : Lady Chatterley's Lover
- 1956 : En effeuillant la marguerite a.k.a. Plucking the Daisy a.k.a. Mademoiselle Striptease
- 1957 : Love Is at Stake
- 1958 : Be Beautiful But Shut Up
- 1958 : Sunday Encounter
- 1959 : Les Affreux [fr]
- 1961 : Midnight Folly [fr]
- 1962 : Tales of Paris
- 1963 : L'Abominable Homme des douanes [fr]
- 1966 : Lumière
- 1970 : Le Bal du Comte d'Orgel